# Ropica hayashii
Ropica hayashii là một loài bọ cánh cứng trong họ Cerambycidae.